# Atrazyna
Atrazyna – organiczny związek chemiczny z grupy triazyn.  Stosowana jako herbicyd (tzw. herbicyd triazynowy) do zwalczania chwastów w uprawie kukurydzy.
Użycie atrazyny zostało zakazane na terenie państw Unii Europejskiej z początkiem roku 2005 ze względu na przekroczenie norm stężeń tego pestycydu w wodach gruntowych. Wiele krajów zabroniło stosowania atrazyny znacznie wcześniej: Włochy, Niemcy – 1991; Dania, Finlandia, Szwecja – 1994. Jak wykazują cytowane badania, zaniechanie używania atrazyny w Niemczech i we Włoszech nie spowodowało zmian w uzyskiwanej wydajności produkcyjnej kukurydzy z hektara upraw.
Na platanie szponiastej prowadzono badania, podając atrazynę 40 samcom, przez 3 lata, w stężeniu 2,5 ppb (norma EPA w wodzie pitnej – 3 ppb). 30 osobników straciło zdolności rozrodcze, 4 samce złożyły pełnowartościowe jaja (mimo że genetycznie pozostały samcami) po kopulacji z samcami, nie zaobserwowano zmian u pozostałych 6 osobników. Pojawiło się przypuszczenia że podawana atrazyna mogła być zanieczyszczona bisfenolem A.